# Platyhypnidium platyphyllum
Platyhypnidium platyphyllum là một loài Rêu trong họ Brachytheciaceae. Loài này được (Müll. Hal.) M. Fleisch. miêu tả khoa học đầu tiên năm 1923.